# Palatal lateral approksimant
Den palatale laterale approksimant er en konsonant. Den repræsenteres i IPA ved ʎ (et omvendt y).

## Egenskaber
Den palatale laterale approximant er:
- Pulmonisk-egressiv, hvilket betyder at den udtales ved at lade lungerne trykke luft gennem taleapparatet.
- Stemt, hvilket betyder at stemmebåndet er spændt under udtalen, og dermed genererer en tone.
- Palatal, hvilket betyder at den udtales med tungeryggen trykt mod ganen.
- Lateral approksimant.

## Anvendelse i sprog
Flere sprog anvender den palatale laterale approksimant, heriblandt de romanske sprog spansk, katalansk, portugisisk og italiensk; kroatisk, ungarsk, polsk og slovakisk; samt færøsk.